# Mielinhüvely
A mielinhüvely vagy velős hüvely kiterjedt, módosult plazmamembrán, mely az idegrostokat védőburokszerűen borítja, spirálisan feltekeredett felépítettségben. A mielin membránrendszernek két megjelenési formája ismert: a környéki idegrendszeri elemekben a Schwann-sejt, a központi idegrendszerben (KIR) pedig az oligodendrociták. 
Valamennyi mielinképző sejt általában csak egyetlen axon számára képez burkot. Az axonon található mielint nem tartalmazó területek a Ranvier-féle befűződések. Ezek funkcionális jelentősége igen nagy, melyeknek szerepét az utóbbi évtized neurokémiai kutatásai nagyban átértékeltek.

## Általános morfológia és jellemzők
A mielin – elektrokémiai szempontból – szigetelő, s habár idegműködési szempontból a vezetést segíti elő, különösebb analógiát nem mutat a hagyományos értelemben vett elektromos áramkörökkel. A nem–mielinizált axonoknál az impulzus természetszerűleg az ionáramok által létrehozott lokális áram által terjed, amely az aktív szakaszokon továbbítja az idegi impulzust, majd az egész idegroston át. Ezek a lokális áramok depolarizálják az axonmembrán szomszédos szakaszait. Mielinizált rostok esetén az extracelluláris térnek kitett axonszakaszok csak a Ranvier–befűződéseknél találhatók, itt találhatóak a Na+–csatornák is. Amikor a membrán gerjesztett állapotba jut a csomópontnál, a létrejött helyi áram a magas ellenállású területeken nem tud terjedni, ezért a depolarizáció csak a szomszédos csomópontban jelenik meg (> 1 mm). A hüvely alacsony kapacitása miatt egy viszonylagosan alacsony energia szükséges a két befűződés (csomópont) közti membrán depolarizációjához, ezért a terjedési sebesség sokkal nagyobb. A csomópontról csomópontra való ingerületterjedést szaltatorikus (a latin ’saltare’ – ’ugrani’ szóból) vezetésnek is nevezik. Az ilyen típusú idegi ingerület továbbítás sokkal gyorsabb, mint a nem–mielinizált rostok esetén, továbbá az előbbi esetén a Na+–ion fluxus jóval lassúbb. Kétéltűeknél végzett kísérletek megállapították, hogy a nem–mielinizált rostok vezetése 5000–szer akkora energiát emészt fel, mint az ideghüvellyel ellátottaké. Megjegyzendő továbbá, hogy mielinizált rostoknál a vezetési sebesség az átmérővel arányos, míg társáé annak négyzetgyökével. Mindezekből egy meghökkentő tényt is meg lehet állapítani: nevezetesen ha ugyanakkora vezetési sebességet feltételeznénk egy nem–mielinizált idegrendszer esetén, a gerincvelői átmérőnek ebben az esetben akkorának kellene lennie, mint egy átlagos fáé.  
A mielin morfológiai jellemzői, csakúgy mint a Ranvier-féle befűződés és a Schmidt-Lantermann rések fénymikroszkóppal jól tanulmányozhatók. Ha a struktúrát polarizált fénnyel vizsgáljuk, láthatóvá válik hogy az mind fehérje-függő és lipid-függő kettőstörést mutat. Röntgendiffrakciós vizsgálatok egyértelműen mutatják a mielinstruktúra jellemzőit, ebben három diffrakciós csúcs (lipid és fehérje poláros csoportjai) és két völgy (lipid-szénhidrát láncok) látható. Az ismétlődő struktúrák közti távolság nagyban függ attól, hogy a minta a környéki (PIR) vagy a központi idegrendszerből származik. A kutatási adatok szerint emlős látóidegben ez a távolság 80 Å (Ebből a bimolekuláris lipidréteg 50 Å, a két fehérjeréteg 15 – 15 Å, ld. Kirschner és Blaurock). 
Az elektronmikroszkópos vizsgálat további finomszerkezeti sajátosságokat tár fel, ugyanakkor könnyen azonosíthatjuk a korábban leírt struktúrákat, amelyek ez esetben mint sötét és kevésbé sötét vonalak (fehérjék) jelennek meg. A különböző fehérje rétegek festődési tulajdonságai közt különbségeket figyelhetünk meg. A kevésbé sötét, intraperiodikus vonalak a sejtmembrán egymáshoz igen közel helyeződő fehérjerétegeit mutatja, amelyek úgy tűnnek, mintha fuzionáltak volna – nagyobb feloldással az elkülönült rétegek láthatóvá válnak. A rétegek közti távolságok sokkal kisebbnek bizonyultak, mint azt korábban röntgendiffrakciós számításokkal előre jeleztek, amelyet a fixálás és dehidrálás okozott. Természetesen a rétegek közti távolság ebben az esetben is különböző a központi és a környéki idegrendszer esetében, míg az előbbinél ez 107 Å, az utóbbinál 119 Å. 

### Ranvier-féle befűződés
Két szomszédos mielin szegmentum közti átmenetet Ranvier-féle csomópontnak vagy befűződésnek nevezik; ezen a kis szakaszon az axon mielinnel nem borított. A befűződés környéki régióban és a Schmidt–Lantermann réseknél a mielin citoplazmatikus felszíne nem kompakt. Elektronmikroszkópos felvételen jól látható, hogy a csomópont körüli területen az axon hosszirányú metszetén a centrális sávként megjelenő struktúra úgy jön létre, hogy a lemezek sarkainál a felszínek citoplazmát zárnak be, melynek révén az ún. lateralis hurkok jönnek létre. Az axolemma és a membrán komplexből képzett hurkok a transzverzális kötegek. Az internodális régióban a mielin az axontól elkülönülve található és az periaxonális teret képezi. A transzverzális köteg egy helikális struktúra, amely a mielint rögzíti az axolemmához, ugyanakkor egy sepcifikus járatot képez az extracelluláris térből a periaxonális tér felé.

### Schmidt-Lantermann rés
A Schmidt–Lantermann rések azon részek, amelynél a mielinhüvely citoplazmatikus felszínei nem illeszkednek szorosan, hanem Schwann- vagy gliasejt citoplazmát foglalnak magukban. A környéki idegrendszerben gyakran előfordulnak, a központi elemekben azonban ritkán találhatók meg. Ezek az elkülönült zárványok a mielin minden egyes rétegében megtalálhatók. A környéki idegrendszerben a mielinizációs folyamat az idegkötegek a Schwann-sejtek által történő inváziójával kezdődik, melyet ezen sejteknek gyors szaporodása és az egyes axonoknak Schwann-sejt nyúlványok általi szeparálása követ. A kisebb axonoknál (< 1mm), amelyek nem mielinizálódtak, elkülönülve maradnak, némelyeket ezek közül Schwann-sejtek burkolnak be. A nagyobb sejtek (> 1 mm), amik mielinizációra várnak, internodális szakaszonként egy sejt öleli körül egy-egy axon esetében.
A mielinizáció előtt tehát az axon oly módon helyezkedik el, hogy hosszirányban pontosan a Schwann-sejt invaginációja irányával párhuzamosan esik. A sejt plazmalemmája  körbeveszi az axont, majd kapcsolódva egy kettős membrán struktúrát képez, miközben a sejttel kommunikációs csatornát hoz létre. Ez az ún. mesaxon az axon hosszirányában spirális módon megnyúlik és körülöleli a rostot. A központi idegrendszeri elemekben a mielin oligodendrocitákból épül fel, amely számos tekintetben hasonló a környéki idegrendszeri felépítettséghez, ugyanakkor pl. a mielinizáció eltérő lehet. A KIR idegrostjai nem szeparáltak kötőszövetekkel, nincsenek citoplazmával övezve, a specifikus glia sejtmagok nem minden esetben asszociáltak mielinizált rostokkal. A KIR mielin spirális lefutású struktúrája nagyon hasonló a PIR elemeihez: rendelkezik egy belső, illetve külső mesaxonnal, amely vagy hurokban vagy nyelvben végződik. Ellentétben a környék idegi elemekkel – ahol a hüvely mind kívül, mind belül Schwann-sejttel vett körül – a KIR-ben a citoplazmikus nyelv csak egy kis mielinhüvely szakaszra korlátozódik.

## A mielin összetétele
A mielin összetételére vonatkozó adatok egyértelműen jelzik karakterisztikus funkcióját az idegrendszerben. In situ általában mintegy 40% víztartalommal rendelkezik, szárazanyag tartalmát tekintve a lipidarány hozzávetőleg 70 - 85%, a fehérje pedig 15 - 30%-ot képvisel. Összehasonlításképpen egyéb helyeken előforduló membránokban jóval több a fehérje. A biológiai membránokra jellemző - általánosan elfogadott - dinamikus struktúra koncepció a mielinre is érvényes, melyet elektronmikroszkópos, immunfestéses és röntgendiffrakciós vizsgálati módszerek alátámasztanak. 